# Керъл (окръг, Охайо)
Окръг Керъл (на английски: Carroll County) е окръг в щата Охайо, Съединени американски щати. Площта му е 1033 km², а населението - 28 836 души (2000). Административен център е град Керълтън.